# The Emptiness Machine
„The Emptiness Machine“ je píseň americké rockové skupiny Linkin Park. Byla vydána 5. září 2024 jako hlavní singl z připravovaného osmého studiového alba From Zero. Jedná se o první singl kapely, na kterém se objevila zpěvačka Emily Armstrong a bubeník Colin Brittain. Rovněž je to první singl bez zpěváka Chestera Benningtona a Roba Bourdona.

## Vydání
Dne 24. srpna 2024 kapela spustila 100hodinový odpočet, čímž ještě více prohloubila spekulace o návratu skupiny. Po vypršení časomíry se spustil nový časovač, než se v 09:05 na několik vteřin zastavil. To vedlo ke spekulacím, že by 5. září mohlo dojít k oznámení. Kapela to později potvrdila na sociálních sítích.
Dne 5. září kapela odehrála koncert v Los Angeles, kde poprvé živě zahrála tuto píseň. Zároveň ji vydala jako hlavní singl z nově ohlášeného osmého studiového alba From Zero. Šlo o první veřejné vystoupení skupiny s Emily Armstrong, Colinem Brittainem a Alexem Federem (který koncertoval místo Brada Delsona).

## Ohlasy
Píseň zaznamenala velký úspěch. Oceňován byl především návrat skupiny k původnímu žánru. Nová zpěvačka Emily Armstrong byla přijata všeobecně dobře, ale část fanoušků kritizovala její spojitost se Scientologií.

## Seznam skladeb
| Digitální stažení | Digitální stažení     | Digitální stažení |
| Pořadí            | Název                 | Délka             |
| ----------------- | --------------------- | ----------------- |
| 1.                | The Emptiness Machine | 3:10              |

| CD     | CD                                   | CD    |
| Pořadí | Název                                | Délka |
| ------ | ------------------------------------ | ----- |
| 1.     | The Emptiness Machine                | 3:12  |
| 2.     | The Emptiness Machine (instrumental) | 3:12  |

## Obsazení

### Linkin Park
- Emily Armstrong – zpěv
- Colin Brittain – bicí, skladba, produkce
- Brad Delson – kytary, doprovodné vokály, skladba, produkce
- Dave "Phoenix" Farrell – basová kytara, doprovodné vokály
- Joe Hahn – samply, programování, doprovodné vokály
- Mike Shinoda – zpěv, klávesy, rytmická kytara, produkce, zvukový inženýr

### Ostatní hudebníci
- Neal Avron – mixování
- Emerson Mancini – mastering
- Ethan Mates – zvukový inženýr
- Scott Skrzynski – mixování